# Go-Gator (Sauble Beach Fun World)
Go-Gator is een stalen achtbaan in het Canadese attractiepark Sauble Beach Fun World. De achtbaan werd geopend in 2010 en is tot op heden operationeel.